# مقاطعة غرب باكشتا
مقاطعة غرب باكشتا (بالإنجليزية: West Bačka District)‏ هي مديرية في صربيا، تتبع فويفودينا، بلغ عدد سكانها 188٬087 نسمة، في 2011، عاصمتها سومبور، تبلغ مساحتها 2٬420 كيلومتر مربع.